# Bo Storm
Bo Storm (Nordborg, 3 februari 1987) is een Deense voormalig profvoetballer die als middenvelder speelde. 

## Carrière
Storm begon op vijfjarige leeftijd te voetballen bij Odder IGF. In 2001 kwam hij terecht in de jeugdopleiding van Aarhus GF, toentertijd een club uit de SAS Ligaen. Hier groeide hij uit tot jeugdinternational, maar tot een doorbraak in het eerste elftal kwam het niet. Om die reden verhuisde hij in 2003 naar sc Heerenveen. Hij speelde hiervoor drie keer op het hoogste niveau, maar zijn contract werd niet verlengd. Daarop stapte hij over naar FC Nordsjælland.
In het seizoen 2009/10 speelde hij een half seizoen in de Italiaanse Serie D voor US Pergocrema 1932, Daarna trok hij naar HB Køge waarmee hij afwisselend in eerste en tweede klasse aantrad. Sinds juli 2013 komt hij uit voor SønderjyskE. Daar kwam hij vanwege blessures weinig aan spelen toe en per 1 januari 2016 werd zijn contract ontbonden. Vanaf juli 2016 speelde Storm voor FC Roskilde. Daar beëindigde hij per 1 januari 2018 zijn spelersloopbaan en werd assistent-trainer bij de club.

## Statistieken
| Seizoen | Land       | Club               | Wedstrijden | Goals | Competitie  |
| ------- | ---------- | ------------------ | ----------- | ----- | ----------- |
| 2005/06 | Nederland  | sc Heerenveen      | 0           | 0     | Eredivisie  |
| 2006/07 | Nederland  | sc Heerenveen      | 3           | 0     | Eredivisie  |
| 2007/08 | Denemarken | FC Nordsjælland    | 12          | 1     | SAS Ligaen  |
| 2008/09 | Denemarken | FC Nordsjælland    | 12          | 0     | SAS Ligaen  |
| 2009/10 | Italië     | US Pergocrema 1932 | 6           | 0     | Serie D     |
| 2009/10 | Denemarken | HB Køge            | 13          | 1     | SAS Ligaen  |
| 2010/11 | Denemarken | HB Køge            | 20          | 4     | 1.Division  |
| 2011/12 | Denemarken | HB Køge            | 21          | 2     | SAS Ligaen  |
| 2012/13 | Denemarken | HB Køge            | 18          | 3     | 1.Division  |
| 2013/14 | Denemarken | SønderjyskE        | 6           | 1     | SAS Ligaen  |
| 2014/15 | Denemarken | SønderjyskE        | 3           | 0     | SAS Ligaen  |
| 2015/16 | Denemarken | SønderjyskE        | 0           | 0     | SAS Ligaen  |
| 2016/17 | Denemarken | FC Roskilde        | 9           | 1     | 1. division |
| 2017/18 | Denemarken | FC Roskilde        | 13          | 0     | 1. division |